# 5034 Joeharrington
Az 5034 Joeharrington (ideiglenes jelöléssel 1991 PW10) a Naprendszer kisbolygóövében található aszteroida. Henry Holt fedezte fel 1991. augusztus 7-én.